# Excursão browniana

Uma ocorrência de excursão browniana.

Em teoria das probabilidades, uma excursão browniana é um processo estocástico intimamente relacionado com um processo de Wiener (ou movimento browniano). Ocorrências de excursão browniana são essencialmente simples ocorrências de um processo de Wiener impelidas a satisfazer certas condições. Em particular, uma excursão browniana é um processo de Wiener condicionado a ser positivo e assumir o valor 0 no tempo 1. Alternativamente, é uma ponte browniana condicionada a ser positiva. Excursões brownianas são importantes porque, dentre outras razões, surgem naturalmente como o processo limite de uma quantidade de teoremas centrais do limite funcionais condicionais.

## Definição
Uma excursão browniana {\displaystyle e} é um processo de Wiener condicionado a ser positivo e assumir o valor 0 no tempo 1. Alternativamente, é uma ponte browniana condicionada a ser positiva.
Outra representação de uma excursão browniana {\displaystyle e} em termos de um movimento browniano {\displaystyle W} (proposta por Paul Lévy e notada por Kiyoshi Itō e Henry P. McKean Jr.) se refere ao último tempo {\displaystyle \tau _{-}} em que {\displaystyle W} atinge zero antes do tempo 1 e o primeiro tempo {\displaystyle \tau _{+}} em que {\displaystyle W} atinge zero depois do tempo 1:
{\displaystyle \{e(t):\ {0\leq t\leq 1}\}\ {\stackrel {d}{=}}\ \left\{{\frac {|W((1-t)\tau _{-}+t\tau _{+})|}{\sqrt {\tau _{+}-\tau _{-}}}}:\ 0\leq t\leq 1\right\}.}
Considere {\displaystyle \tau _{m}} o tempo em que a ponte browniana {\displaystyle W_{0}} atinge seu mínimo em {\displaystyle [0,1]}. Em 1979, Wim Vervat mostrou que:
{\displaystyle \{e(t):\ {0\leq t\leq 1}\}\ {\stackrel {d}{=}}\ \left\{W_{0}(\tau _{m}+t{\bmod {1}})-W_{0}(\tau _{m}):\ 0\leq t\leq 1\right\}.}

## Propriedades
A representação de Vervaat de uma excursão browniana tem várias consequências para diversas funções de {\displaystyle e}. Em particular,
{\displaystyle M_{+}\equiv \sup _{0\leq t\leq 1}e(t)\ {\stackrel {d}{=}}\ \sup _{0\leq t\leq 1}W_{0}(t)-\inf _{0\leq t\leq 1}W_{0}(t),}
o que também pode ser derivado por cálculos explícitos, e 
{\displaystyle \int _{0}^{1}e(t)\,dt\ {\stackrel {d}{=}}\ \int _{0}^{1}W_{0}(t)\,dt-\inf _{0\leq t\leq 1}W_{0}(t).}
O seguinte resultado se aplica:
{\displaystyle EM_{+}={\sqrt {\pi /2}}\approx 1.25331\ldots ,\,}
E os seguintes valores para o segundo momento e a variância podem ser calculados pela forma exata da distribuição e densidade:
{\displaystyle EM_{+}^{2}\approx 1.64493\ldots \ ,\ \ \operatorname {Var} (M_{+})\approx 0.0741337\ldots .}
Em 1989, Piet Groeneboom deu uma expressão da transformada de Laplace da densidade de {\displaystyle \int _{0}^{1}e(t)\,dt}. Uma fórmula para uma certa transformada dupla da distribuição desta integral de área foi dada por Guy Louchard em 1984.
Em 1983, Groeneboom e Jim Pitman deram decomposições do movimento browniano {\displaystyle W} em termos de excursões brownianas independentes e identicamente distribuídas e do menor majorante côncavo (ou do maior minoraste convexo) de {\displaystyle W}.

## Conexões e aplicações
A área da excursão browniana 
{\displaystyle A_{+}\equiv \int _{0}^{1}e(t)\,dt}
surge em conexão com a enumeração de grafos conectados, outros problemas em teoria combinatória, a distribuição limite de números de Betti de certas variedades em teoria da co-homologia. Em 1991, Lajos Takács mostrou que {\displaystyle A_{+}} tem densidade
{\displaystyle f_{A_{+}}(x)={\frac {2{\sqrt {6}}}{x^{2}}}\sum _{j=1}^{\infty }v_{j}^{2/3}e^{-v_{j}}U\left(-{\frac {5}{6}},{\frac {4}{3}};v_{j}\right)\ \ {\text{ com }}\ \ v_{j}={\frac {2|a_{j}|^{3}}{27x^{2}}}}
em que {\displaystyle a_{j}} são os zeros da função de Airy e {\displaystyle U} é a função hipergeométrica confluente. Em 2007, Svante Janson e Guy Louchard mostraram que
{\displaystyle f_{A_{+}}(x)\sim {\frac {72{\sqrt {6}}}{\sqrt {\pi }}}x^{2}e^{-6x^{2}}\ \ {\text{ conforme }}\ \ x\rightarrow \infty ,}
e
{\displaystyle P(A_{+}>x)\sim {\frac {6{\sqrt {6}}}{\sqrt {\pi }}}xe^{-6x^{2}}\ \ {\text{ conforme }}\ \ x\rightarrow \infty .}
Os autores também deram expansões de ordem mais elevada em ambos os casos.
Em 2007, Janson deu momentos de {\displaystyle A_{+}} e muitas outras funcionais de área. Em particular,
{\displaystyle E(A_{+})={\frac {1}{2}}{\sqrt {\frac {\pi }{2}}},\ \ E(A_{+}^{2})={\frac {5}{12}}\approx 0.416666\ldots ,\ \ \operatorname {Var} (A_{+})={\frac {5}{12}}-{\frac {\pi }{8}}\approx .0239675\ldots \ .}
Excursões brownianas também surgem em conexão com problemas de filas, tráfego ferroviário e alturas de árvores binárias aleatoriamente enraizadas.